# Bakersfield P.D.
Bakersfield P.D. est une sitcom de comédie policière américaine créée par Larry Levin, diffusée sur Fox entre le 14 septembre 1993 et le 18 août 1994.

## Production

### Fiche technique
- Titre : Bakersfield P.D.
- Création : Larry Levin
- Réalisation : Dean Parisot, Ken Kwapis, Bryan Gordon, Nick Marck, Michael Engler et Tim Hunter
- Scénario : Larry Levin, Dennis Klein, Jeff Nathanson, Richard Dresser, Peter Giambalvo et Stephen Godchaux
- Direction artistique :
- Photographie : James Glennon et Victor Goss
- Montage : Steven Weisberg, Todd Busch, Joe D'Augustine et Suzanne Petit
- Musique : Joseph Vitarelli, Mark Mothersbaugh, Brave Combo et Greg O'Connor
- Casting : Marc Hirschfeld et Meg Liberman
- Production : Richard Dresser, David J. Latt, Dean Parisot et Paul Mazur
  - Production déléguée : Dennis Klein et Larry Levin
  - Production associée : Jeff Henry
  - Coordination de production : Barry M. Berg
- Société de production : Rock Island Productions et Touchstone Pictures
- Société de distribution : Fox
- Pays d'origine :  États-Unis
- Langue originale : anglais
- Format : couleur - 1,78:1 - son Dolby Digital
- Genre : Sitcom et comédie policière
- Durée : 30 minutes

 Sauf indication contraire, les informations mentionnées dans cette section peuvent être confirmées par la base de données cinématographiques IMDb,  présente dans la section « Liens externes ».

## Distribution

### Acteurs principaux
- Ron Eldard : Détective Wade Preston
- Giancarlo Esposito : Détective Paul Gigante
- Chris Mulkey : Denny Boyer
- Tony Plana : Luke Ramirez
- Brian Doyle-Murray : Sergent Bill Hampton
- Jack Hallett : Capitaine Renny Stiles

### Acteurs récurrents
- Shaun Baker : Winston
- Tom Towles : Riley
- Lorna Scott : une opératrice
- Charles Noland : Fred
- Christopher Michael Moore : un pompier

### Acteurs invités
- Beth Grant : Donna Stiles
- Allan Wasserman : un médecin
- Cynthia Bond : Deirdre Gigante
- Laura Innes : Darcy Wilks
- Tim de Zarn : Frank
- Rick Najera : le répartisseur
- Mark Wakefield : le sosie de Tom Cruise
- Diane Delano : Jessie Preston
- William H. Macy : Russell Karp
- Jon Gries : Ray Coombs
- Jane Lynch : Michelle Hathaway
- Melora Walters : Marnie Archer
- Mark Boone Junior : Ed
- Todd Field : Lewis
- Greg Germann : Hood
- Courtney Gains : Doug
- Janel Moloney : Sarah
- W. Earl Brown : Hood
- Lee Garlington : Judy Hampton
- Lee Arenberg : Leon
- Christine Cavanaugh : une opératrice
- Patrick Kilpatrick : Dwight
- Bill Nunn : Troy Davis
- Christine Estabrook : Ann Lester
- Larry Brandenburg : Gonzo
- Joe Santos : lui-même
- Nancy Lenehan : Amy Baker
- Richard Bradford : Maire Miller
- John Fleck : Clown
- Pat Crawford Brown : une femme
- Michael Kaufman : Chambers
- John Bowman : The Perp
- Kristopher Logan : Brenner
- Bruce McGill : Capitaine Stocker
- Dan Castellaneta : Darian Ferguson
- Kathy Kinney : Mme Blaisher
- Meagen Fay : Mme Selwyn
- Ramon Franco : Tom Tom
- Tony Perez : Jerry Obstler

## Épisodes
1. Pilot
2. The Imposter
3. Unsolved Mysteries of Love
4. The Snake Charmer
5. The Poker Game
6. The Bust
7. The Ex-Partner
8. Bakersfield Madam
9. Cable Does Not Pay
10. The Gift
11. The President's Coming
12. A Bullet for Stiles
13. Lucky 13
14. Arms and the Men
15. There Goes the Neighborhood
16. The Psychic and the C-Cup
17. Last One into the Water